# Kirstin Hesse
Kirstin Hesse (* 1980 in Lünen) ist eine deutsche Sängerin, Schauspielerin und Synchronsprecherin. Als Sängerin ist sie auch unter dem Künstlernamen Kirstin Hall bekannt geworden.

## Leben und Karriere
Kirstin Hesse erhielt als Kind Gesangs- und Tanzunterricht, besuchte das Freiherr-vom-Stein-Gymnasium, mit Abiturabschluss 2000, in Lünen, wo sie in einer Schülerband sang, und nahm in den 1990er Jahren an diversen regionalen, landes- und bundesweiten Gesangswettbewerben teil. Als Sängerin hatte Kirstin Hesse alias Kirstin Hall unter anderem mit Christian Wunderlich und dem 1999 als CD veröffentlichten Lied Forever Tonight Erfolg. Einem breiteren Publikum wurde sie 1999 durch den Gewinn der deutschen Vorentscheidung der Soundmixshow und die Teilnahme an der europäischen Version des Gesangswettbewerbs bekannt. Daraufhin nahm Hesse privat Schauspielunterricht und erschien seit den 2000er Jahren in verschiedenen Nebenrollen in Film und Fernsehen, darunter Gastauftritte in der RTL-Serie Mein Leben & Ich (2004) oder Leander Haußmanns Kinofilm Robert Zimmermann wundert sich über die Liebe (2008). Ihre Mitwirkung in der RTL-Sitcom Angie brachte ihr 2008 gemeinsam mit dem übrigen Ensemble um Mirja Boes und Angelika Milster eine Nominierung für den Bayerischen Fernsehpreis ein.
Aktuell lebt Hesse in Köln und wirkt momentan als Schauspielerin im Kölner Scala-Theater mit.

## Filmografie (Auswahl)
Spielfilme
- 2008: Die Dinge zwischen uns
- 2008: Robert Zimmermann wundert sich über die Liebe
- 2010: Mein Song für dich

Fernsehserien
- 2004: Mein Leben & Ich (Fernsehserie)
- 2006: Pastewka (Staffel 2, Folge 8)
- 2006–2008: Angie
- 2011: In aller Freundschaft
- 2013: Der letzte Bulle (1 Folge)
- 2015: Blockbustaz (1 Folge)

Als Synchronsprecherin
- 2005: Fullmetal Alchemist: der Eroberer von Shamballa
- 2011: Harold & Kumar – alle Jahre wieder
- 2011: Hunter × Hunter – Biscuit Krueger/Bisky
- 2012: War of the Worlds: Goliath
- 2013: Call the Midwife – Ruf des Lebens – Trixie Franklin